# James Rachels
James Rachels (* 30. Mai 1941 in Columbus, Georgia; † 5. September 2003 in Birmingham, Alabama) war ein US-amerikanischer Moralphilosoph an der University of Alabama at Birmingham. 
Im Laufe seiner Karriere schrieb Rachels sechs Bücher und 85 Essays, gab sieben Werke heraus und hielt 275 Fachvorträge. Rachels begann seine Schriftstellerkarriere schon früh. Im Alter von sieben erhielt er für seinen Aufsatz zu der Frage, warum jeder Mann und jede Frau eine College-Ausbildung haben sollte, ein 250-Dollar-Stipendium von einem örtlichen Lebensmittelgeschäft. In seinen Arbeiten argumentierte er für moralischen Vegetarismus und Tierrechte, für Affirmative Action, Euthanasie und für die Idee, dass Eltern den Kindern anderer aus moralischen Gründen genauso viel  Beachtung schenken sollten wie ihren eigenen. Metaethisch bezeichnete Rachels seine Position als „präferenzutilitaristisch“. 

## Werk
- James Rachels, Stuart Rachels: The Truth About the World : Basic Readings in Philosophy. McGraw-Hill Higher Education, Boston 2008, ISBN 978-0-07-338661-4.
- James Rachels, Stuart Rachels: The Legacy of Socrates: Essays in Moral Philosophy. Columbia University Press, 2006, ISBN 0-231-13844-X.
- James Rachels: Ethical Theory: Theories About how we Should Live. Oxford University Press, 1998, ISBN 978-0-19-875186-1.
- James Rachels: Can Ethics Provide Answers?: And Other Essays in Moral Philosophy. Rowman & Littlefield Pub Inc, 1997, ISBN 0-8476-8347-8 (jamesrachels.org).
- James Rachels: Created From Animals. Oxford University Press, 1990, ISBN 0-19-217775-3 (jamesrachels.org).
- James Rachels, Stuart Rachels: The Right Thing to Do: Basic Readings in Moral Philosophy. Random House, 1989, ISBN 0-07-340740-2.
- James Rachels: The End of Life: euthanasia and morality. Oxford University Press, 1986, ISBN 0-19-286070-4 (jamesrachels.org).
- James Rachels, Stuart Rachels: The Elements of Moral Philosophy. Random House, New York 1986, ISBN 0-07-803824-3.